# Ølundgaards Inddæmning
Ølundgaards Inddæmning er et naturområde der er genskabt i en tidligere afvandet fjordarm i vestsiden af Odense Fjord, cirka ca. 4 km øst for Otterup. Området blev inddæmmet af to omgange, med 45 hektar i 1811 og 41 hektar i 1833. Digerne blev forstærket i 1921, og området fik statsstøtte til jordforbedringer i 1943-46. 
22. februar 1993 var der en voldsom stormflod der oversvømmede alle de inddæmmede marker og saltvandet ødelage afgrøderne. Det førte til at Fyns Amt og Danmarks Naturfredningsforening opfordrede Aage V. Jensens Fonde til at gå ind i naturgenopretning i området. Den erhvervede i 1999 godt 90 hektar ved Firtals Strand, og senere yderligere 68 ha i området, så det samlede areal nu er på 158 ha.
Man gik i gang med en genskabelse af en del af det tidligere vådområde, med en hævelse af grundvandspejlet så der dannedes lavvandede søer, men sådan at digerne ud mod Odense Fjord blev bevaret. blev hævet. Diger og pumper blev anlagt for at naboerne ikke skulle påvirkes med gener fra det højere vandspejl. De små morænehøje, der før afvandingen lå som øer i Odense Fjord, var stadig bevaret efter opdyrkning i årtier. Disse morænehøje fremtræder nu atter som øer i det nye vådområde.
Den genskabte natur ved Ølundgaard er blevet et af Fyns vigtigste yngleområder for vadefugle og en fremragende rasteplads for grågås, stor regnspove, lille kobbersneppe og mange andre. Der er opsat 2 fugletårne, hvorfra man har et godt overblik over området.

## Eksterne kilder og henvisninger
- Ølundgård, Lavvandede søer genskabte et af Fyns vigtige yngleområder Arkiveret 5. juli 2017 hos  Wayback Machine på Aage V. Jensen Naturfonds websted
- Ølundgaard, Lammesø og Firtalsstranden på visitnordfyn.dk
- Naturens store comeback ved Ølundgårds Inddæmning på dettabteland.dk
- Ølundgård Inddæmningen på dofbasen.dk

|  | Denne artikel om lokaliteten Ølundgaards Inddæmning kan blive bedre, hvis der indsættes et (bedre) billede. Du kan hjælpe ved at afsøge Wikimedia Commons for et passende billede eller lægge et op på Wikimedia Commons med en af de tilladte licenser og indsætte det i artiklen. |

55°30′19.65″N 10°29′1.49″Ø / 55.5054583°N 10.4837472°Ø